# كلمات - التقاط الألماس من كلام الناس (كتاب)
كلمات... التقاط الألماس من كلام الناس، كتاب من تأليف الكاتب المصري يوسف زيدان عام 2007، وهو عبارة عن عدة مقالات مجمعة كتبها يوسف زيدان ونُشرت في جريدة الوفد المصرية.

## سبب التسمية

### كلمات
سمي هذا الكتاب ب(كلمات) وذلك لمناقشته لموضوعات متفرقة عن الكلمات العربية المستخدمة في العامية وبعضٌ من الفصحى.
وعن الكتاب:

### العنوان الجانبي
(التقاط الألماس من كلام الناس) هو العنوان الجانبي للكتاب جعله يوسف زيدان انطلاقا من أن العديد من الكلمات صار بحكم تراكم الطبقات المعرفية فوقه مثل فحم الأرض الذي صار ألماساً لما طال عليه الأمد.. وما كل الكلام ألماساً، وإنما هي مفردات بعينها، التقطها كما تلتقط فصوص الألماس، من كلام الناس.

## كلمة المؤلف
الكلمات عموماً رسم العالم في الأذهان، فالوعي الجماعي والفردي يصوغ صورة العالم في الذهن، عبر عدد من الكلمات التي تتألف منها اللغة؛ لذا حين نفكر، وحين ندرك، وحتى حين نحلم؛ فإننا نقوم بتلك الأنشطة الذهنية كلها، من خلال اللغة والكلمات.. ومن ثم، فالكلمات هي مفاتيح المعرفة، وهي حدود المعاني، وهي وجود العقل الإلهي أيضاً! بحسب ما جاء في الآية القرأنية البديعة: ( قل لو كان البحر مداداً لكلمات ربي لنفد البحر قبل أن تنفد كلمات ربي ولو جئنا بمثله مددا)